# Лісковиця
Лісковиця — багатошарове поселення поблизу с. Неслухів Кам'янка-Бузького району Львівської області, що датують VI−VII ст. н. е. Поселення належить до черняхівської культури та входить у мікрорегіон ранньослов'янського заселення розташованого приблизно за 40 км на схід від Львова в околицях Буська та Пліснеська, відоме в науковій літературі з кінця ХІХ ст. Назва походить від місця виявлення поселення, а саме в урочищах Грабарка та Лісковиця які розміщені за 1 км на північний захід від села Неслухів.
Поселення у с. Неслухові та три пам'ятки поблизу с. Ріпнів є спорідненими між собою та представляють Бусько-Пліснеський мікрорегіон ранньослов'янського заселення. Львівський та Бусько-Пліснеський мікрорегіони територіально дуже близькі між собою. Однак їх виділяють в окремі, оскільки поселення першого з них несуть в собі традиції домобудівництва наддністрянських пам'яток з печами-кам'янками, а другого — багатьох волинських поселень з глиняними печами.

## РозкопкиКарела Гадачека(1898—1899,1903 роки)
Поселення відкрив Карел Гадачек, який у 1898−1899 та 1903 роках провів на ньому розкопки [Hadaczek, 1900, s. 48−59].
К. Гадачек під час навчання у Відні (1897—1900 рр.) спеціалізувався у галузі класичної археології, праісторії та нумізматики, активно співпрацював з Віденським Інститутом археології. Під час канікул збирав старожитності Галичини та самостійно проводив археологічні розвідки.
У 1898—1899 рр. в урочищі Грабарка поблизу села Неслухів він виявив багатошарове поселення, як мінімум трьох археологічних епох: доби бронзи, періоду полів поховань і Київської Русі ХІ– ХІІ ст.
У 1901 р. вийшов збірник античних нумізматично-археологічних матеріалів, які К. Гадачеку вдалося зібрати на землях східної Галичини.

## РозкопкиМаркіяна Смішко(1946 рік)
З 25 липня по 10 серпня 1946 р. проводились розкопки селища періоду полів поховань в Неслухові експедицією під керівництвом Маркіяна Смішко. До складу експедиції входили наукові співробітники — Й. Дідик, О. Бійовська та інженер В. Манастирський. Взагалі-то дослідження в Неслухові М. Смішко планував на 1941 р., але війна не дала змоги реалізувати ці плани. І лише в 1946 р. розпочалися більш-менш систематичні польові роботи (у 1945 р. польові роботи мали розвідковий характер і велися кількома працівниками). М. Смішко зосередив свої дослідження в урочище Лісковиця (К. Гадачек копав на Грабарці — сусідній ділянки однієї долини).
В ході розкопок було виявлено яму неправильно-овальних обрисів, споруду з льохом — суцільний шар глиняної обмазки приблизно чотирикутної форми 6,5×4,5 м. Під цим шаром знаходилась яма льоху на глибину до 1,6 м. В західній частині льоху простежено три ступені. Поряд із значною кількістю керамічних виробів тут знайдено фрагмент бронзової посудини.
Серед археологічних об'єктів, виявлених під час досліджень, він зафіксував також рештки двох печей, вирізаних у материковому останці, склепіння яких викладене з каміння. В розвалах печей поряд з гончарною черняхівською керамікою була й ліпна. Характеристика ліпної кераміки цілком збігається з ознаками однотипної кераміки Черепина: товстостінна, додатком шамоту і грубих зерен піску. Головною формою був горщик з опуклими боками, вертикальними або слабко відігнутими назовні вінцями, горбкуватою поверхнею, зі слідами загладжування. Загальне співідношення ліпних керамічних виробів до кружальних становило 50 %.
На підставі результатів досліджень М. Смішко дійшов висновку, що наявність такого матеріалу повинна розширити хронологію поселення поблизу Неслухова на V ст. і далі, що мав би існувати зв'язок між черняхівським періодом і часом становленя великих племінних об'єднань.
Характерові того ж пам'яткового комплексу відповідають другі, правда, нечисленні знахідки: конічні та біконічні пряслички, кістяний гребінь з дугастою спинкою і залізний ножик… Таке окреслення вповні підтверджується пам'ятковим матеріалом, що його добув Гадачек в другій частині цього селища, на «Грабарці».

## Розкопки Володимира Цигилик (1983 рік)
В. М. Цигилик та В. Івановський у 1983 році в урочищі Лісковиця заклали розкоп площею 320 м² та виявили рештки житла і п'яти господарських ям. Рештки житла — квадратна напівземлянка розміром 4,2×4,2 метри. У північно-східному куті розміщена піч, стінки якої вирізано в материковому останці (характерна риса для пізніших слов'янських жител басейну р. Західний Буг). Піч підковоподібної форми, її перекриття було викладене із так званих хлібців-вальків. На черені виявлено рештки ліпного горщика, близького до ранньослов'янських типів кераміки. В центрально-західній частині житла зафіксовано рештки підвальної підквадратної ями, заглибленої на 0,85 м від долівки житла. До неї вели дві сходинки, вирізані в материку, та вона могла мати дерев'яне перекриття. У житлі знайдено уламки гончарної кераміки, ліпних горщиків, а також цілий ліпний горщик на черені глиняної печі. Він має типову форму, що стала характерною для горщиків на ранньослов'янських поселеннях